# Nacionalni park Manú
Nacionalni park Manú (šp.: Parque Nacional Manú) je nacionalni park i rezervat biosfere na granici peruanskih regija Madre de Dios i Cusco. Park površine 15.328 km², najveći u Peruu, je osnovan 1977. godine kako bi se zaštitila njegova jedinstvena bioraznolikost, koja je opstala zahvaljujući njegovoj iznimnoj nepristupačnosti. Do nje i dan danas ne vodi nijedna cesta, a okolnih 2.570 km² prijelaznog područja i još 914 km² je uključeno u tzv. "kulturnu zonu", koja je također donekle zaštićena, te ukupna površina zaštićenog područja iznosi 18.811 km². U parku se u katovima nižu raznoliki ekosustavi, od 150 m nadmorske visine gdje se nalazi tropska kišna šuma neviđenog bogatstva biljaka i životinja, do 4.200 metara prekrivenih peruanskim yunga (ajmarski za "topla zemlja") šumama. Zbog toga je Nacionalni park Huascarán upisan na UNESCO-ov popis mjesta svjetske baštine u Amerikama 1987. godine.

## Odlike
Nacionalni park Manú prekriva cijeli slijev rijeke Manú, od njezinih pritoka koji izviru visoko na Andama do njezina ušća u rijeku Madre de Dios. Tako je uzvodni put rijekom jedini put u park, koji nadgledaju čuvari parka, dok put Cusco-Shintuya prolazi uz njegovu južnu granicu. 
Vegetacija parka je raznolika s više od 20.000 vrsta (samo u posljednjih 10 godina otkriveno je 1147 do tada nepoznatih biljaka), od kojih je najzastupljenija tropska kišna šuma (40%), u kojoj obitava čak 18 vrsta fikusa; te močvarna šuma, jezera, šuma iriartea palmi i gorska šuma. U tim ekosustavima obitava preko 850 vrsta ptica (i veliki broj endema koje žive u tri endemska područja) i oko 200 vrsta sisavaca (uključujući 13 vrsta majmuna (kao što su ugroženi Goeldijev marmozet (Callimico goeldii), sivi vunasti majmun (Lagothrix cana) i peruanski majmun-pauk (Ateles chamek) preko 100 vrsta šišmiša), 12 vrsta reptila, 77 vrsta vodozemaca, te 210 vrsta riba i preko 2.500 vrsta insekata.
Od rijetkih životinja prisutne su: medvjed naočar, jaguar, divovska vidra, tajra, andska planinska mačka (Leopardus jacobita), kajman, divovski mravojed (Myrmecophaga tridactyla), južnoamerički tapir (Tapirus terrestris), peruvanski guemal (Hippocamelus antisensis), kratkouha lisica (Atelocynus microtis), močvarni jelen (Tapirus terrestris) i dr.
Jedina trajna naselja su zajednice amazonskih nomadskih plemena (Machiguenga, Mascho Piro (Cujareño, Mashco), Yaminahua i Amahuaca) dok se na njegovim rubovima nalazi nekoliko centara koji imaju više uloga: turizam, lov i sječa drveća. Unutar granica parka se nalazi i znamenita biološka postaja Cocha Cashu koju vodi slavni ekolog sa Sveučilišta Duke, John Terborgh. 
- Pogled na Amazon iz parka
- Rijeka Manu u parku
- Obrazovno središte Manu
- Tajra u parku
- Andska pećinarka u parku

## Vanjske poveznice
- Manu national Park map  Arhivirana inačica izvorne stranice od 17. veljače 2012. (Wayback Machine)
- World Conservation Monitoring Centre  Arhivirana inačica izvorne stranice od 11. ožujka 2007. (Wayback Machine)
- Cocha Cashu Biological Station
- Manu Learning Centre  Arhivirana inačica izvorne stranice od 16. veljače 2009. (Wayback Machine) (engl.)